# Malocampa mexicana
Malocampa mexicana är en fjärilsart som beskrevs av Max Wilhelm Karl Draudt 1932. Malocampa mexicana ingår i släktet Malocampa och familjen tandspinnare. Inga underarter finns listade i Catalogue of Life.